# Edwin Cuthbert Hall
Edwin Cuthbert Hall ( 6 de agosto de 1874 - 9 de abril de 1953) fue un médico, y botánico australiano, y filántropo que a través de un legado financió el Salón Edwin Cuthbert de Arqueología del Medio Oriente del Departamento de Arqueología de la Universidad de Sídney.
En 1973, su Salón de Legado fue la segunda mayor donación a la Universidad después de la Instituto Power en Arte.

## Biografía
Nace en Ashfield, Nueva Gales del Sur, de Reuben y Mary Ann Hall de Nueva Gales del Sur, concurriendo al Newington College (1886–1891). En 1889 y nuevamente en 1890, ganó la Beca Wigram Allen, acordada por Sir George Wigram Allen, para matemática, con el juez David Edwards, recibiéndolo en 1890 para estudios clásicos. A fines de 1891 Hall fue nombrado Dux del Colegio y recibiendo la Beca Schofield. Asistió a la Universidad de Sídney y en 1894 se graduó como Bachiller de Medicina y Química.

### Casamiento
Se casó con Mary Blair Ewan, hija de James Ewan de Glenleigh, en Penrith (Nueva Gales del Sur), y era sobrina del político Sir George Reid. Mary Hall fallece en 1932. Volvió a casarse, con Amella Wilmot Scanlan, la hija más joven de Augustus Scanlan de Mayfair, en Potts Point, Nueva Gales del Sur, en 1932. A Hall lo sobrevive su segunda esposa a su deceso en 1953.

### Carrera médica
Tras nombramientos como médico residente y superintendente médico en el Real Hospital Príncipe Alfred, En 1922, fue Oficial Gubernamental Médico en Parramatta, Nueva Gales del Sur. Luego de enviudar, Hall fue especialista trabajando en la calle Macquarie, de Sídney.
- La abreviatura «E.C.Hall» se emplea para indicar a Edwin Cuthbert Hall como autoridad en la descripción y clasificación científica de los vegetales.[11]